# Liste der Kulturgüter in Emmetten
Die Liste der Kulturgüter in Emmetten enthält alle Objekte in der Gemeinde Emmetten im Kanton Nidwalden, die gemäss der Haager Konvention zum Schutz von Kulturgut bei bewaffneten Konflikten, dem Bundesgesetz vom 20. Juni 2014 über den Schutz der Kulturgüter bei bewaffneten Konflikten sowie der Verordnung vom 29. Oktober 2014 über den Schutz der Kulturgüter bei bewaffneten Konflikten unter Schutz stehen.
Objekte der Kategorie A sind im Gemeindegebiet nicht ausgewiesen, Objekte der Kategorie B sind vollständig in der Liste enthalten, Objekte der Kategorie C fehlen zurzeit (Stand: 1. Januar 2023).

## Kulturgüter
| Foto |                                                                                               | Objekt                                                            | Kat. | Typ | Standort                                      | Beschreibung |
| ---- | --------------------------------------------------------------------------------------------- | ----------------------------------------------------------------- | ---- | --- | --------------------------------------------- | ------------ |
| ja   | Datei hochladen · Wikidata zu Heiligkreuzkapelle Sagendorf (Q29786135)                        | Heiligkreuzkapelle Sagendorf KGS-Nr.: 04170                       | B    | G   | Brennwaldstrasse 2.1 682881 / 201512          |              |
| BW   | Datei hochladen · Wikidata zu Kapelle St. Anna (Q29786134)                                    | Kapelle St. Anna KGS-Nr.: 04171                                   | B    | G   | Schöneck St. Anna-Kapelle 1.1 681617 / 201526 |              |
| ja   | Datei hochladen · Wikidata zu Pfarrkirche St. Jakob und Theresia (Q121377567)                 | Pfarrkirche St. Jakob und Theresia KGS-Nr.: 16852                 | B    | G   | Hugenstrasse 2 682236 / 201187                |              |
| BW   | Datei hochladen · Wikidata zu Wohnhaus Buotigen (Q121873665)                                  | Wohnhaus Buotigen KGS-Nr.: 16855                                  | B    | G   | Gumprechtstrasse 1 681629 / 201263            |              |
| BW   | Datei hochladen · Wikidata zu Wohnhaus Pfandacher I / Rauchhaus (Q121874698)                  | Wohnhaus Pfandacher I / Rauchhaus KGS-Nr.: 16856                  | B    | G   | Pfandacher 1 683030 / 201445                  |              |
| BW   | Datei hochladen · Wikidata zu Wohnhaus, Heustall und Stallscheune Vorder Ertigen (Q121875118) | Wohnhaus, Heustall und Stallscheune Vorder Ertigen KGS-Nr.: 16857 | B    | G   | Ertigen 1, 1.2, 1.3, 1.4 684089 / 201642      |              |
| BW   | Datei hochladen · Wikidata zu Wohnhaus Recketen (Q121888050)                                  | Wohnhaus Recketen KGS-Nr.: 16858                                  | B    | G   | Recketen 1 682992 / 201688                    |              |
| BW   | Datei hochladen · Wikidata zu Pfarrhaus (Q121889015)                                          | Pfarrhaus KGS-Nr.: 16859                                          | B    | G   | Kirchweg 7 682261 / 201162                    |              |
| BW   | Datei hochladen · Wikidata zu Pfarrhelferei Hinter Grosssitz-Vorsäss (Q121890197)             | Pfarrhelferei Hinter Grosssitz-Vorsäss KGS-Nr.: 16860             | B    | G   | Kirchweg 9 682225 / 201129                    |              |
| BW   | Datei hochladen · Wikidata zu Ferienhaus Hammen (Q121890485)                                  | Ferienhaus Hammen KGS-Nr.: 16861                                  | B    | G   | Yberg 1 682045 / 200512                       |              |
| BW   | Datei hochladen · Wikidata zu Wohnhaus Nageldach (Q121890701)                                 | Wohnhaus Nageldach KGS-Nr.: 16862                                 | B    | G   | Dorfstrasse 51 682025 / 201236                |              |